# 제봉문집목판
제봉문집목판(霽峰文集木版)은 광주광역시 남구 원산동에 있는 조선시대 제봉 고경명(1533∼1592)의 유고문집이다. 1992년 3월 16일 광주광역시의 유형문화재 제20호로 지정되었다.

## 개요
『제봉문집』은 제봉 고경명(1533∼1592)의 유고문집으로, 고경명의 막내아들인 고명후가 남원부사로 있을 때 그 지역의 부자들에게 기부를 받아 간행한 것이다.
고경명은 조선 중기의 문신으로, 1558년 왕이 직접 성균관에 나와 실시한 시험에서 수석으로 급제하였고, 같은 해 다시 문과에 장원으로 급제하였다. 임진왜란이 일어나자 여러 곳에서 도망쳐온 관군을 모아 왜적과 싸웠으며, 다시 의병을 일으켜 6천여명의 의병을 모아 항전하였다.
이 목판에는 고경명의 시문집인『제봉문집』5권과 빠진 부분을 보충한『속집』1권,『유집』1권 1책이 있다. 또한 여러 사람과 서석산(지금의 무등산)에 다녀온 기행문인『유서석록』, 임진왜란 때 고경명과 맏아들, 둘째아들 삼부자의 활약상을 적은『정기록』, 고씨 문중의 갖가지 내용을 정리한『제하휘록』등 여러 문적들을 합쳐 간행한 것이다. 재질은 모두 박달나무로 양면에 새긴 것이다.
17세기 개인문집 목판으로 목판인쇄의 기술사 연구자료 등 매우 중요한 가치를 지니는 문화재로 평가된다.

## 참고 자료
- 제봉문집목판 - 국가유산청 국가유산포털